# Ciro Immobile
Ciro Immobile (Torre Annunziata, 1990. február 20. –) Európa-bajnok, olasz válogatott labdarúgó, a Bologna játékosa. Posztját tekintve csatár. Az olasz bajnokság 2013–14-es idényének a gólkirálya. Volt Seria B gólkirály is, és a 2017-18 Seria A olasz élvonal gólkirálya 29 góllal, ennek az idénynek az Európa Liga góllövőlistáját is megnyerte másodmagával.
2016 és 2024 között az SS Lazio játékosa volt. 2024. július 13-án aláírt a Beşiktaş csapatához.

## Sikerei, díjai

### Klub
- Juventus
  - Torneo di Viareggio: 2009, 2010

- Pescara
  - Serie B: 2011–12

- Borussia Dortmund
  - Német szuperkupa: 2014

- SS Lazio
  - Olasz kupa: 2018–19
  - Olasz szuperkupa: 2017, 2019

- Beşiktaş
  - Török szuperkupa: 2024

### Egyéni
- Torneo di Viareggio – gólkirálya: 2010
- Torneo di Viareggio – legjobb játékosa: 2010
- A Serie B legjobb játékosa: 2012
- A Serie B gólkirálya: 2011–12
- A Serie A gólkirálya: 2013–14, 2017–18, 2019–20
- A Serie A szezon csapatának tagja: 2013–14, 2017–18
- Az Európa-liga gólkirálya: 2017–18
- Az Európa-liga szezon csapatának tagja: 2017–18
- A Serie A hónap játékosa: 2019 október

Seria A 2019/20 gólkirálya és ebben az évben Európai aranycipős. (megosztva)

### Válogatott
- Európa-bajnokság: 2021

## Statisztikái

### Klubcsapatokban
Legutóbb frissítve:2021. május 18-án lett.
| Klub                  | Idény          | Bajnokság teljesítmény | Bajnokság teljesítmény | Bajnokság teljesítmény | Nemzeti kupa | Nemzeti kupa | Nemzetközi kupa | Nemzetközi kupa | Egyéb      | Egyéb | Összesen   | Összesen |
| Klub                  | Idény          | Bajnokság              | Mérkőzések             | Gólok                  | Mérkőzések   | Gólok        | Mérkőzések      | Gólok           | Mérkőzések | Gólok | Mérkőzések | Gólok    |
| --------------------- | -------------- | ---------------------- | ---------------------- | ---------------------- | ------------ | ------------ | --------------- | --------------- | ---------- | ----- | ---------- | -------- |
| Juventus              | 2008–09        | Serie A                | 1                      | 0                      | 0            | 0            | 0               | 0               | —          | —     | 1          | 0        |
| Juventus              | 2009–10        | Serie A                | 2                      | 0                      | 1            | 0            | 1               | 0               | —          | —     | 4          | 0        |
| Juventus              | Összesen       | Összesen               | 3                      | 0                      | 1            | 0            | 1               | 0               | 0          | 0     | 5          | 0        |
| Siena (kölcsönben)    | 2010–11        | Serie B                | 4                      | 1                      | 2            | 1            | —               | —               | —          | —     | 6          | 2        |
| Grosseto (kölcsönben) | 2010–11        | Serie B                | 16                     | 1                      | 0            | 0            | —               | —               | —          | —     | 16         | 1        |
| Pescara (kölcsönben)  | 2011–12        | Serie B                | 37                     | 28                     | 0            | 0            | —               | —               | —          | —     | 37         | 28       |
| Genoa                 | 2012–13        | Serie A                | 33                     | 5                      | 1            | 0            | —               | —               | —          | —     | 34         | 5        |
| Torino                | 2013–14        | Serie A                | 33                     | 22                     | 1            | 1            | —               | —               | —          | —     | 34         | 23       |
| Borussia Dortmund     | 2014–15        | Bundesliga             | 24                     | 3                      | 3            | 3            | 6               | 4               | 1          | 0     | 34         | 10       |
| Sevilla (kölcsönben)  | 2015–16        | La Liga                | 8                      | 2                      | 3            | 2            | 3               | 0               | 1          | 0     | 15         | 4        |
| Torino (kölcsönben)   | 2015–16        | Serie A                | 14                     | 5                      | 0            | 0            | —               | —               | —          | —     | 14         | 5        |
| Lazio                 | 2016–17        | Serie A                | 36                     | 23                     | 5            | 3            | —               | —               | —          | —     | 41         | 26       |
| Lazio                 | 2017–18        | Serie A                | 33                     | 29                     | 4            | 2            | 9               | 8               | 1          | 2     | 47         | 41       |
| Lazio                 | 2018–19        | Serie A                | 36                     | 15                     | 5            | 3            | 5               | 1               | —          | —     | 46         | 19       |
| Lazio                 | 2019–20        | Serie A                | 37                     | 36                     | 2            | 1            | 4               | 2               | 1          | 0     | 44         | 39       |
| Lazio                 | 2020–21        | Serie A                | 35                     | 20                     | 1            | 0            | 5               | 5               | —          | —     | 41         | 25       |
| Lazio                 | Összesen       | Összesen               | 177                    | 123                    | 17           | 9            | 23              | 16              | 2          | 2     | 219        | 150      |
| Teljes karrier        | Teljes karrier | Teljes karrier         | 349                    | 190                    | 28           | 16           | 33              | 20              | 4          | 2     | 414        | 228      |

1. ↑  Magában foglalja az Olasz kupán, a Németkupán és a Spanyol kupán való pályára lépéseit is.
2. 1 2 3  Magában foglalja az összes pályára lépését a Bajnokok ligájában.
3. ↑  Pályára lépése a Német szuperkupán.
4. ↑  Pályára lépései az Európai szuperkupán.
5. 1 2 3 4  Az összes pályára lépése az Európa-ligában.
6. 1 2  Pályára  lépése az Olasz szuperkupán.

## A válogatottban
Legutóbb frissítve: 2021. július 17.
| Olaszország | Olaszország | Olaszország |
| Év          | Mérkőzések  | Gólok       |
| ----------- | ----------- | ----------- |
| 2014        | 9           | 1           |
| 2015        | 3           | 0           |
| 2016        | 8           | 4           |
| 2017        | 10          | 2           |
| 2018        | 5           | 0           |
| 2019        | 4           | 3           |
| 2020        | 3           | 0           |
| 2021        | 10          | 5           |
| Összesen    | 52          | 15          |

### Góljai a válogatottban
Legutóbb frissítve: 2021. július 17.
| #  | Dátum                 | Helyszín                                                        | Pályára lépései | Ellenfél        | Gól | Végeredmény | Verseny                            |
| -- | --------------------- | --------------------------------------------------------------- | --------------- | --------------- | --- | ----------- | ---------------------------------- |
| 1  | 2014. szeptember 4.   | San Nicola Stadion, Bari, Olaszország                           | 5               | Hollandia       | 1–0 | 2–0         | Barátságos mérkőzés                |
| 2  | 2016. szeptember 5.   | Sammy Ofer Stadion, Haifa, Izrael                               | 16              | Izrael          | 3–1 | 3–1         | 2018-as világbajnokság-selejtező   |
| 3  | 2016. október 9.      | II. Fülöp Aréna, Szkopje, Macedonia                             | 18              | Észak-Macedónia | 2–2 | 3–2         | 2018-as világbajnokság-selejtező   |
| 4  | 2016. október 9.      | II. Fülöp Aréna, Szkopje, Macedonia                             | 18              | Észak-Macedónia | 3–2 | 3–2         | 2018-as világbajnokság-selejtező   |
| 5  | 2016. november 12.    | Rheinpark Stadion, Vaduz, Liechtenstein                         | 19              | Liechtenstein   | 2–0 | 4–0         | 2018-as világbajnokság-selejtező   |
| 6  | 2017. március 24.     | Stadio Renzo Barbera, Palermo, Olaszország                      | 21              | Albánia         | 2–0 | 2–0         | 2018-as világbajnokság-selejtező   |
| 7  | 2017. szeptember 5.   | Mapei Stadion – Città del Tricolore, Reggio Emilia, Olaszország | 26              | Izrael          | 1–0 | 1–0         | 2018-as világbajnokság-selejtező   |
| 8  | 2019. szeptember 8.   | Tampere Stadion, Tampere, Finnország                            | 37              | Finnország      | 1–0 | 2–1         | 2020-as Európa-bajnokság-selejtező |
| 9  | 18 2019. november 18. | Stadio Renzo Barbera, Palermo, Olaszország                      | 39              | Örményország    | 1–0 | 9–1         | 2020-as Európa-bajnokság-selejtező |
| 10 | 18 2019. november 18. | Stadio Renzo Barbera, Palermo, Olaszország                      | 39              | Örményország    | 4–0 | 9–1         | 2020-as Európa-bajnokság-selejtező |
| 11 | 2021. március 25.     | Ennio Tardini Stadion, Parma, Olaszország                       | 43              | Észak-Írország  | 2–0 | 2–0         | 2022-es világbajnokság-selejtező   |
| 12 | 2021. március 31.     | LFF Stadion, Vilnius, Litvánia                                  | 45              | Litvánia        | 2–0 | 2–0         | 2022-es világbajnokság-selejtező   |
| 13 | 2021. június 4.       | Renato Dall’Ara Stadion, Bologna, Olaszország                   | 46              | Csehország      | 1–0 | 4–0         | Barátságos mérkőzés                |
| 14 | 2021. június 11.      | Olimpiai Stadion, Róma, Olaszország                             | 47              | Törökország     | 2–0 | 3–0         | 2020-as Európa-bajnokság           |
| 15 | 2021. június 16.      | Olimpiai Stadion, Róma, Olaszország                             | 48              | Svájc           | 3–0 | 3–0         | 2020-as Európa-bajnokság           |